# Vittorio Medioli
Vittorio Medioli (Parma, 3 de maio de 1951) é um empresário e político italiano, naturalizado brasileiro em 1981, sendo prefeito da cidade de Betim entre 2017 a 2024. Vive no Brasil desde 1976, onde se estabeleceu com o objetivo de empreender no setor de transportes do país.
Aos 25 anos, fundou a SADA Transportes e Armazenagens no município de Betim, em Minas Gerais. Nas décadas seguintes, Vittorio Medioli optou pela diversificação e ampliação de seus negócios, que foram consolidados por meio da criação do Grupo SADA, composto atualmente por mais de 30 empresas e atuante em diversos segmentos da economia, com destaque para o transporte rodoviário de cargas, logística, siderurgia, setor gráfico e editorial, fabricação de autopeças, comercialização de veículos, agrícola (silvicultura e reflorestamento), produção de biocombustíveis e cogeração de energia.
Além de empresário, foi deputado federal pelo PSDB por quatro mandatos seguidos, entre 1991 e 2006, sendo o mais votado da sigla e o quarto mais votado de Minas Gerais nas eleições de 2002. Já em 2016, Medioli foi eleito pela primeira vez prefeito de Betim, escolhido por 61,64% do eleitorado betinense. Em 2020, foi reeleito com 76,34% dos votos válidos.
Desde que chegou ao Brasil, Medioli é conhecido por sua ampla atuação no terceiro setor. Foi o responsável pela criação da Fundação Medioli, entidade mantenedora de diversas atividades filantrópicas, com destaque para o Núcleo Infantil Anna Medioli, localizada no Jardim Teresópolis, na cidade de Betim. A instituição atende 185 crianças carentes com idade entre 0 e 5 anos e é referência em educação infantil no município.

## Origem, primeiros anos e educação
Nascido em Parma em 3 de maio de 1951, Vittorio Medioli é o filho do meio de Anna e Riccardo Medioli, família originária do Norte da Itália, conhecida principalmente por seus empreendimentos em moinhos de trigo da região da Emília-Romanha. Seu bisavô Vincenzo Medioli, foi responsável por levar energia elétrica a Parma pela primeira vez, em 1888, ao construir uma pequena hidrelétrica no rio Taro. A Vincenzo também se deve a primeira fábrica de extratos de tomate que permitiu concentrar e envasar o fruto em larga escala.
Medioli cresceu entre Parma e a pequena localidade de Vicofertile, onde seu pai gerenciava um dos moinhos da família. Aos 14 anos, mudou-se para Milão, onde cursou o Liceo Classico. Estudou Direito na Universidade de Parma e Filosofia na Universidade de Milão. Desde o início de sua formação acadêmica, a cultura religiosa o fascinava, o que o levou a estudar a história das religiões, como as orientais (budismo e hinduísmo) e o cristianismo, pesquisas que até hoje cultua como hobby.
Desde muito jovem, Medioli era aficionado aos  desportos radicais, chegou a praticar motocross por diversos anos, participando inclusive, de campeonatos que aconteciam na região.

## Início de sua trajetória no Brasil
Com apenas 25 anos, Medioli mudou-se para o Brasil, onde fundou a SADA Transportes e Armazenagens S/A no município de Betim. A empresa tinha como objetivo prover modernas soluções logísticas para a recém-inaugurada fábrica da FIAT em Minas Gerais. Naturalizou-se brasileiro em 1981 e casou-se em 1986 com a escritora e empresária Laura Machado, atual presidente da Sempre Editora, responsável pela publicação dos jornais O Tempo, Super Notícia, O Tempo Betim, O Tempo Contagem, Pampulha e Portal O TEMPO, todos eles fundados por Medioli. Juntos, eles têm duas filhas, Marina e Daniela.

## Vida empresarial
Medioli é o fundador e atual presidente do Grupo SADA, que emprega cerca de oito mil funcionários diretos em mais de trinta empresas. As principais áreas de atuação do Grupo SADA são: transporte rodoviário de cargas, logística, siderurgia, setor gráfico e editorial, fabricação de autopeças, comercialização de veículos, agrícola (silvicultura e reflorestamento), produção de biocombustíveis e cogeração de energia.
Em 1996, lançou os jornais O Tempo e Pampulha e, em 2002, lançou no mercado editorial mineiro o tabloide Super Notícia, que logo se transformou no jornal popular mais lido do Brasil, colecionando vários prêmios como o veículo de comunicação do ano em sua categoria.
O Super Notícia foi o único veículo mineiro agraciado na 23ª edição do Prêmio Veículos de Comunicação, que escolheu 29 veículos de todo o país - nas categorias jornal, revista, TV, rádio e web. Além do reconhecimento de aproximadamente 2,5 milhões de leitores, o Super Notícia conquistou o mercado da comunicação brasileira e continua na liderança entre os jornais do país. A publicação fechou 2015 com circulação média de 306.507 exemplares impressos por dia, de acordo com o ranking do Instituto Verificador de Circulação (IVC)
Seu mais novo empreendimento são as usinas de álcool, açúcar e biodiesel. A primeira é a São Judas Tadeu, localizada na cidade de Jaíba, no Norte de Minas (região semiárida), e tem capacidade de moagem de 1,5 milhão de toneladas de cana e produção de energia de 56 megawatts (MW). A outra usina, Santa Clara, opera em Montes Claros de Goiás, em Goiás, com capacidade de moagem de 4,5 milhões de toneladas e produção de energia de 30 MW. Ambas, desde o início com colheita 100% mecanizada, geram mais de 1.300 empregos diretos, fundamentais para o desenvolvimento de regiões cujos Índices de Desenvolvimento Humano estão entre os mais baixos do país.
Em 2019, durante uma enorme crise no Cruzeiro, e depois da diretoria assinar sua renúncia, Vittorio e mais um grupo de empresários, foram fazer parte de um Conselho Gestor que irá gerir o clube até uma nova eleição acontecer. E foi decidido por José Dalai Rocha (presidente interino do Cruzeiro) que Vittorio Medioli seria o CEO do clube. Porém, no dia 5 de janeiro de 2020, Medioli comunicou, em sua coluna no jornal O Tempo, que estava deixando o cargo devido a uma restrição no estatuto do Cruzeiro, o que o impedia de se manter como CEO.

## Voleibol
Em 2006, Medioli passou a atuar também no esporte. Fundou, em Betim, o Sada Vôlei, que, em 2009, fez parceria com o Cruzeiro, criando o Sada Cruzeiro. A equipe é a mais vitoriosa da história do voleibol masculino brasileiro, com inúmeros títulos, como o de Pentacampeão do Mundial de Voleibol, Hexacampeão da Superliga Brasileira, Duodecampeão Mineiro, Hexacampeão da Copa Brasil e Heptacampeão Sul-Americano. O Sada Cruzeiro é o atual campeão de todos os torneios possíveis que permitem sua participação.
Maior revelador de talentos do vôlei nacional, o clube aposta nas suas categorias de base, que também já acumulam muitos títulos.
Além de patrocinar e gerenciar o Sada Cruzeiro, o Grupo SADA, sob orientação de Vittorio Medioli, atua em projetos sociais como a criação de escolinhas de vôlei que oferecem, gratuitamente, iniciação esportiva e social para cerca de 1.200 crianças e adolescentes em Belo Horizonte e Contagem.
As empresas do Grupo SADA também patrocinam outras equipes de voleibol, como as das cidades de Montes Claros e Juiz de Fora, ambas em Minas Gerais.

## Vida política

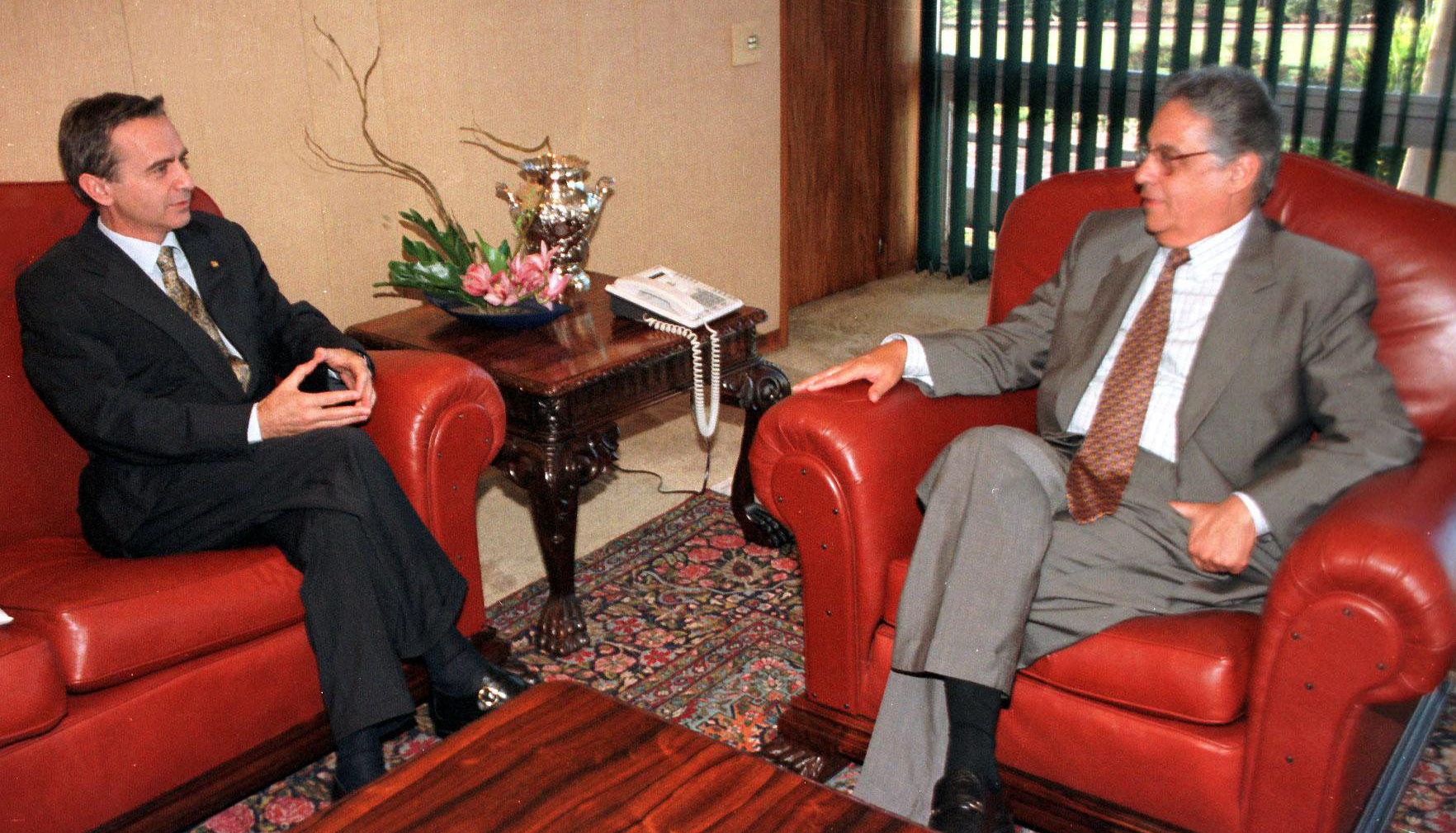
Durante seu segundo mandato de deputado federal em reunião com o presidente Fernando Henrique Cardoso, em 1997

Antes de ingressar ativamente na atividade político-partidária, aos 38 anos, em 1989, filiando-se ao PSDB, o empresário Vittorio Medioli atuou no setor de transportes rodoviários e no setor industrial. Sua vocação para a política veio crescendo à medida que o sucesso profissional colocou à mostra as qualidades de pessoa capacitada e hábil na solução de problemas complexos. Vale-se, para isso, de uma eclética formação cultural que consegue deixar Medioli à vontade na discussão de assuntos tanto técnicos quanto filosóficos.
Ao todo, disputou e foi eleito em quatro eleições para deputado federal. Sua primeira eleição foi em 1990, quando obteve 22.920 votos (91/94); reelegeu-se e na segunda, em 1994, obteve 72.000 votos (95/98). Na terceira, em 1998, recebeu 80.763 votos e, em outubro de 2002, elegeu-se novamente para cumprir o quarto mandato, obtendo 197.586 votos em 621 municípios mineiros. Em seu quarto mandato, foi o candidato mais votado pelo PSDB em Minas Gerais e o quarto mais votado do Estado. Medioli foi eleito parlamentar em seus quatro mandatos pelo PSDB de Minas Gerais.
Em sua trajetória política, Medioli idealizou e lutou pela implantação do Projeto Robin Hood, que, aperfeiçoado e adotado, em 1995, pelo governador Eduardo Azeredo, ganhou o prêmio Criança e Paz da UNICEF pela Lei MINAS POR MINAS, representando a razão de sobrevivência dos pequenos municípios mineiros por meio da distribuição mais equitativa da riqueza. Essa lei canaliza 25% do ICMS arrecadado no Estado para os municípios mais pobres, que não geram receitas suficientes para atender suas necessidades. Por outro lado, exige que os municípios beneficiados apliquem tais recursos de forma eficaz em programas de educação, saúde e meio ambiente.
Foi também idealizador do Serviço Civil Voluntário – projeto apresentado em 1991 na Câmara dos Deputados, que, adotado em 1998 pelo governo de Fernando Henrique Cardoso, possibilitou a criação de meio milhão de empregos para jovens, engajando-os no atendimento social comunitário.
Dentre outros projetos, pode-se evidenciar o que prevê nova formulação do Programa de Alimentação do Trabalhador (PAT), transferindo ao Banco Central a prerrogativa de emissão do vale-refeição, aumentando, assim, o valor real do benefício, que hoje gera injustificáveis lucros às empresas eminentemente financeiras e desprovidas de qualquer finalidade social. Destaca-se também o projeto de monitoramento e rastreamento eletrônico dos apenados por meio da tornozeleira eletrônica e o que dispõe sobre da obrigatoriedade da apresentação de programas televisivos que possibilitem às pessoas com deficiência auditiva a sua compreensão, entre outros na Câmara dos Deputados.
Medioli pronunciou-se a favor de uma reforma tributária que simplificasse a cobrança de impostos e que de forma ágil atendesse a necessidade de arrecadação, sem penalizar injustamente os setores produtivos. Defendeu uma ampla reforma do atual sistema carcerário, visando a estimular a função de recuperação social dos reclusos e apenados. Defendeu corajosamente os interesses populares e humanitários de comunidades menos favorecidas, notadamente do Vale do Jequitinhonha, visando diminuir as desigualdades sociais no Estado. Apoiou a expansão das oportunidades de trabalho e de emprego produtivo como objetivo primordial da política econômica e a implantação de programas de formação e qualificação profissional como meta para a valorização social do homem. Defende políticas de desenvolvimento regional cujos benefícios cheguem diretamente ao cidadão, promovendo a verdadeira justiça social.

No Congresso Nacional integrou as mais diversas comissões técnicas e especiais como titular: de Ciência e Tecnologia, Comunicação e Informática; de Economia, Indústria e Comércio; de Finanças e Tributação; de Minas e Energia; de Defesa do Consumidor, Meio Ambiente e Minorias, entre outras.
Seu retorno à Câmara dos Deputados por quatro mandatos sucessivos garantiu a defesa de interesses populares e humanitários e, ao mesmo tempo, do desenvolvimento de Minas Gerais e do Brasil.
Em 2009, filiou-se ao Partido Humanista da Solidariedade (PHS) juntamente com a presidente da Sempre Editora e sua esposa, Laura Medioli. Atuando no PHS e somando-se ao ideário programático, Medioli reafirma e intensifica a luta contra a corrupção, o compromisso com políticas sociais verdadeiras, e não apenas assistenciais, o desenvolvimento sustentável, a defesa da liberdade e da distribuição de renda, além da educação e saúde. Medioli acredita no PHS como uma alternativa aos dois modelos políticos desgastados no governo do Estado e no governo federal. “Estes modelos estáticos são incapazes de dialogar”.
Em 2016 Medioli candidatou-se pela primeira vez ao cargo de prefeito de Betim. Mesmo disputando a corrida eleitoral contra outros dez candidatos, o empresário foi eleito ainda no primeiro turno, com 119.750 votos, atingindo o percentual de 61,64% dos votos válidos.
Em 2020 foi reeleito no primeiro turno prefeito de Betim com 76,34% dos votos válidos, em eleição disputada com outros sete candidatos.

## Projetos sociais
Vittorio Medioli é ainda fundador e provedor da Fundação Medioli, instituição aberta em 1991, mantida 100% com recursos próprios e de suas empresas, por meio da qual mantém assistência a crianças, idosos e pessoas com deficiência. Em Betim, a fundação é responsável por uma das maiores creches da região metropolitana, Núcleo Infantil Anna Medioli, arcando diretamente com o atendimento integral de 185 crianças que são selecionadas todos os anos entre as mais carentes da região.
A Fundação Medioli também ajuda pessoas com deficiência, além de liderar campanhas de arrecadação e doação de cadeiras de rodas e de banho, centenas de cobertores, aparelhos ortopédicos e aparelhos de surdez. Apoia a construção de creches e ajuda na manutenção de Casas de Apoio à Criança com Câncer e APAEs em todo o Estado de Minas Gerais.

## Controvérsias
Em 2015, Medioli foi condenado pela Justiça Federal de Minas Gerais, a cinco anos e cinco meses de prisão por crimes de evasão de divisas e manutenção clandestina de depósitos no exterior. Os fatos foram apurados durante as investigações da Operação Farol da Colina, que desmantelou uma rede composta por mais de 60 doleiros que, de acordo com a acusação, remetiam dinheiro sujo para os Estados Unidos. A investigação foi um desdobramento do caso Banestado e, segundo a Justiça, ele usou doleiros para enviar 595 mil dólares ao exterior no ano de 2002, quando ele era deputado federal pelo PSDB. Medioli recorre da sentença e alega que no mesmo ano realizou uma retificação da declaração do imposto de renda que incluiu a remessa.
Apesar de ser dono de várias mídias, como rádio, jornais impressos e sites de notícias: entre eles, os jornais O Tempo, Super Notícia e Pampulha e a FM O Tempo, em 2017, o empresário entrou com vários processos censurando jornalista que publicaram notícias sobre sua condenação de crime federal. Conseguindo censurar um site da cidade da qual é prefeito, a Tribuna de Betim, em setembro daquele ano. Após o ocorrido, o Sindicato dos Jornalistas Profissionais de Minas Gerais publicou nota em repúdio à censura imposta à Tribuna de Betim, a pedido de Medioli. O motivo da censura foi uma publicação sobre uma operação feita Receita Federal, em conjunto com a Polícia Federal, que "poderia" levar o empresário à prisão. A publicação trazia informações de uma condenação de Medioli por evasão de divisas, em 2015, com o press release da nova operação, denominada de Operação Hammer-on, realizada em 15 de agosto de 2017. Posteriormente, o empresário entrou com mais duas ações criminais contra o veículo e seu diretor Alex Bezerra, alegando que Bezerra cometeu o crime de injúria em algumas publicações. Em 2018, uma das duas ações já havia sido arquivada.
Em 2018, Vittorio Medioli foi processado por formação de cartel e formação de quadrilha no setor de transporte de veículos novos.
Em 6 de novembro de 2022, cerca de uma semana depois da eleição presidencial no Brasil, da qual Luís Inácio Lula da Silva saiu como vencedor, Vittorio escreveu um artigo no seu jornal O Tempo defendendo a separação da Região Nordeste.